# Otiothops recurvus
Espèce
Otiothops recurvus est une espèce d'araignées aranéomorphes de la famille des Palpimanidae.

## Distribution
Cette espèce est endémique du District fédéral au Brésil,.

## Description
Le mâle holotype mesure 4,90 mm et la femelle paratype 5,69 mm.

## Publication originale
- Platnick, 1976 : A new Otiothops from Brazil (Araneae, Palpimanidae). Journal of The New York Entomological Society, vol. 84, p. 178-179 (texte intégral).